# Liste von Straßen und Plätzen in Frankfurt am Main
Die Liste von Straßen und Plätzen in Frankfurt am Main führt die großen Verkehrswege wie die angeschlossenen Bundesautobahnen oder -straßen sowie einige bekannte Einkaufsstraßen und Plätze auf.
Brücken sind in der Liste der Mainquerungen und Liste der Niddabrücken in Frankfurt am Main zu finden.
Im folgenden Artikel wird ihre Lage und Bedeutung erläutert. Für die Namensursprünge der Straßennamen siehe die Liste der Straßennamen von Frankfurt am Main.

## Autobahnen

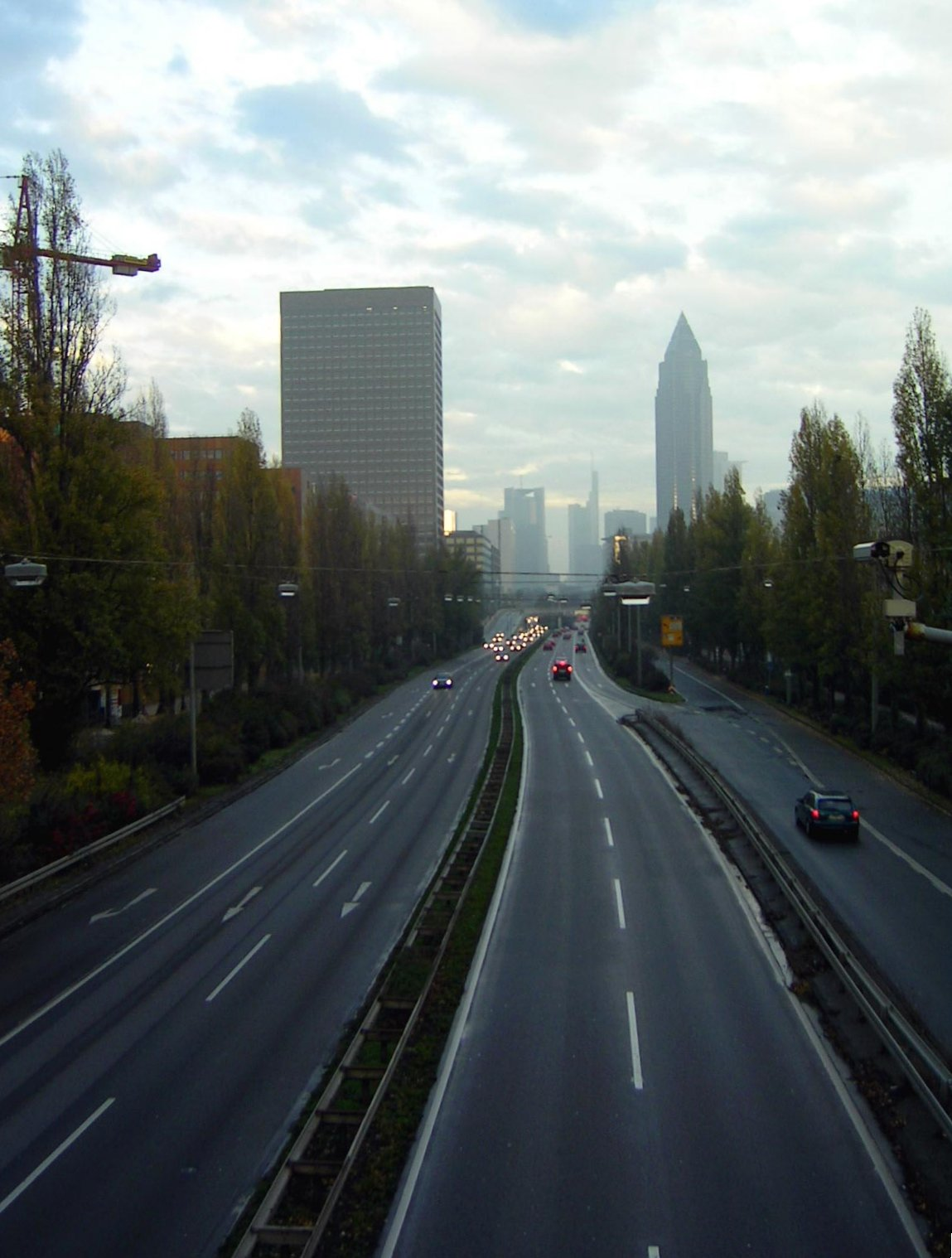
Autobahnende der A 648

Frankfurt am Main ist direkt an fünf Autobahnen angebunden. In Nord-Süd-Richtung wird das Stadtgebiet von der A 5 durchquert, die über die Europabrücke führt und drei weiteren Autobahnen kreuzt. Im Süden wird sie im Frankfurter Kreuz von der A 3 geschnitten. Diese verbindet das Rhein-Main-Gebiet mit Nordwestdeutschland und Bayern. Die beiden anderen Autobahnkreuze befinden sich im nordmainischen Stadtgebiet. Das Westkreuz Frankfurt befindet sich südlich von Rödelheim, im Norden des Stadtteils liegt das Nordwestkreuz. Die angeschlossenen Autobahnen sind die A 66 aus Wiesbaden und die kurze Stadtautobahn A 648 (die ab dem Eschborner-Dreieck auch den historischen Namen Wiesbadener Straße trägt). Beide führen direkt auf den Frankfurter Alleenring. Die 1995 zuletzt als Osttangente fertiggestellte A 661 verbindet den Taunus mit dem Frankfurter Osten und bedient im südlich Abschnitt den Rodgau.
Die Bundesautobahnen A 5 im Westen, A 661 im Nordosten und A 3 im Süden umgeben Frankfurt als Autobahnring.
Neben als Bundesautobahn ausgezeichneten Straßen gibt es in Frankfurt auch noch autobahnähnlich ausgebaute Kraftfahrstraßen. Dazu zählt beispielsweise die Rosa-Luxemburg-Straße, die Innenstadtbezirke und Nordweststadt miteinander verbindet. Vor allem im Süden der Stadt existieren auch für den Schnellverkehr ausgebaute Bundesstraßen. Die miteinander verknüpften Bundesstraßen B 43 und B 44, die am Frankfurter Flughafen verlaufen, und ein Teil der B 40 ab Sindlingen gehören dazu.

## Bundesstraßen
Frankfurt ist der Knotenpunkt einiger wichtiger Bundesstraßen. Die meisten Bundesstraßen laufen über den Frankfurter Alleenring durch die hoch verdichteten Gründerzeitbezirke. Dabei teilen sie sich folgende Straßenabschnitte:
- B 3: Den östlichen Teil, Nibelungenplatz bis Henschelstraße/Ostbahnhof;
- B 8: Den nördlichen Teil, Ludwig-Erhard-Anlage bis Habsburger/Wittelsbacher Allee;
- B 44: Den westlichen Teil, Friedensbrücke bis Ludwig-Erhard-Anlage.

Weitere Bundesstraßen im Stadtgebiet sind:
- die B 40: sie verläuft ebenfalls gemeinsam mit der B 8 über den Alleenring, ist aber nicht mehr als solche ausgeschildert. Eine Zweigstrecke, die B 40a, führt als Schnellstraße vom Krifteler Dreieck auf die Mainzer Landstraße. Der Abschnitt bis Frankfurt-Sindlingen ist als Bundesautobahn gekennzeichnet.
- die B 43: sie verläuft auf der südlichen Mainseite vom Flughafen über die Kennedyallee und Teile der Gartenstraße nach Offenbach-Kaiserlei.
- Die Bundesstraße 521 beginnt mit dem vom nordöstlichen Teil der Friedberger Landstraße und führt nordöstlich Richtung Wetterau.

## Ring- und Radialstraßen
Das Frankfurter Straßensystem wurde ab dem 19. Jahrhundert von einem mittelalterlichen in ein klassisches nach Pariser Vorbild umgebaut. Dabei entstand zunächst der Anlagenring, dann der weiter gefasste Alleenring.

### Alleenring

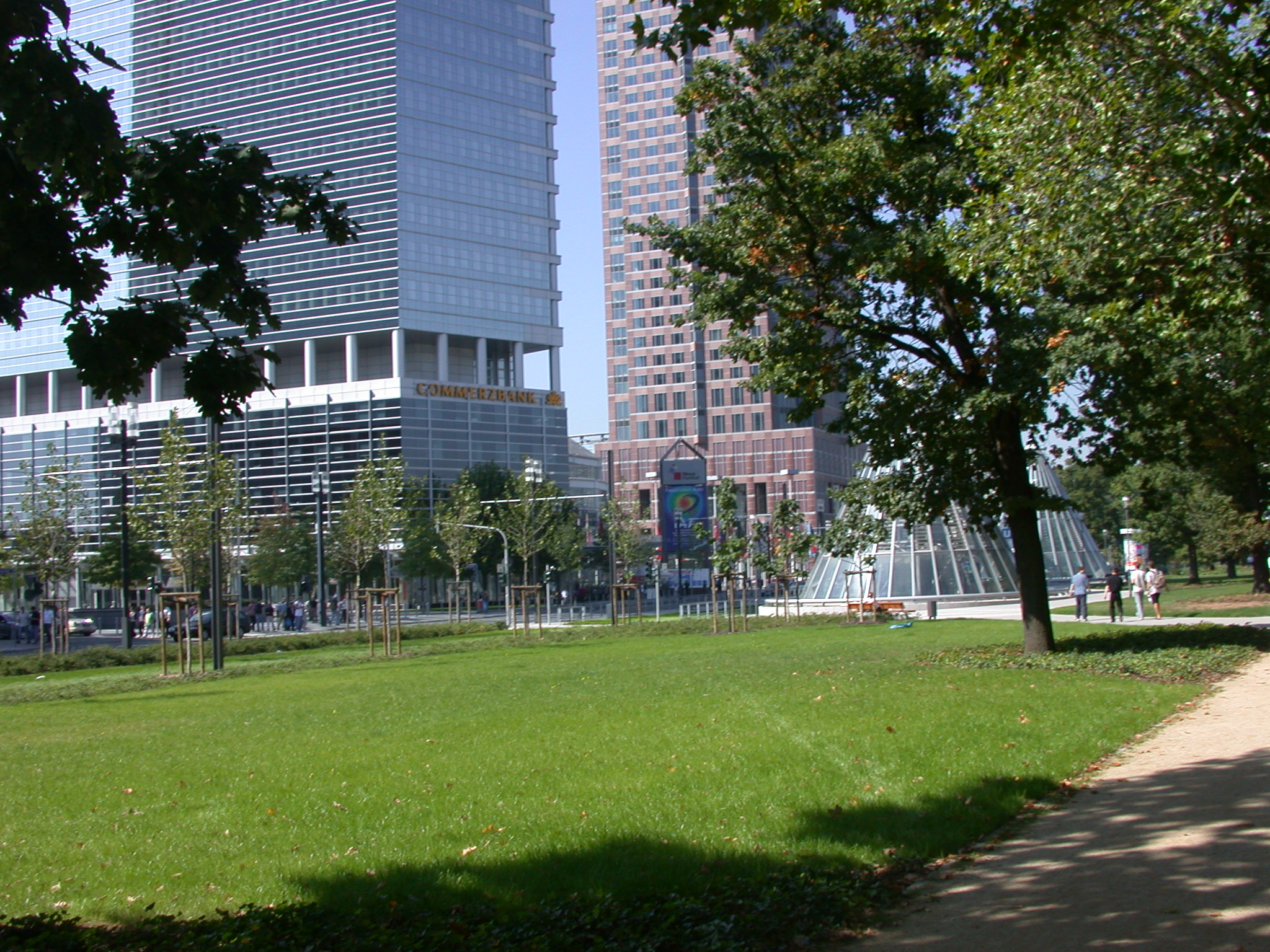
Friedrich-Ebert-Anlage

Der Frankfurter Alleenring ist der äußere der beiden Innenstadtringe. Ursprünglich war er als neue Stadtgrenze geplant, um eine ungehinderte Ausbreitung zu verhindern. Heute ist er aber vor allem eine beliebte Umgehungsstraße. Er verläuft ab dem Hauptbahnhof im Südwesten nach Norden, bis an das Autobahnende der Bundesautobahn 66, wo er östlich abknickt und dann anschließend wieder nach Süden läuft.

### Anlagenring
Der Frankfurter Anlagenring (auch Cityring) besteht aus zwei parallel verlaufenden Ringstraßen, die durch die seit 1804 geschützten Wallanlagen voneinander getrennt sind. Diese entstanden anstelle der Festungsanlagen des 17. Jahrhunderts, die Napoleon schleifen ließ, und umschließen die Innenstadt. Die innere der beiden Parallelstraßen folgt in relativ gerader Linie dem Verlauf der Stadtmauer von 1333, die äußere zeichnet den gezackten Verlauf der barocken Bastionen nach. Die beiden parallelen Ringe werden jeweils im Einbahnverkehr befahren. Der Anlagenring trägt in seinem Verlauf zahlreiche Straßennamen.

### Radialstraßen

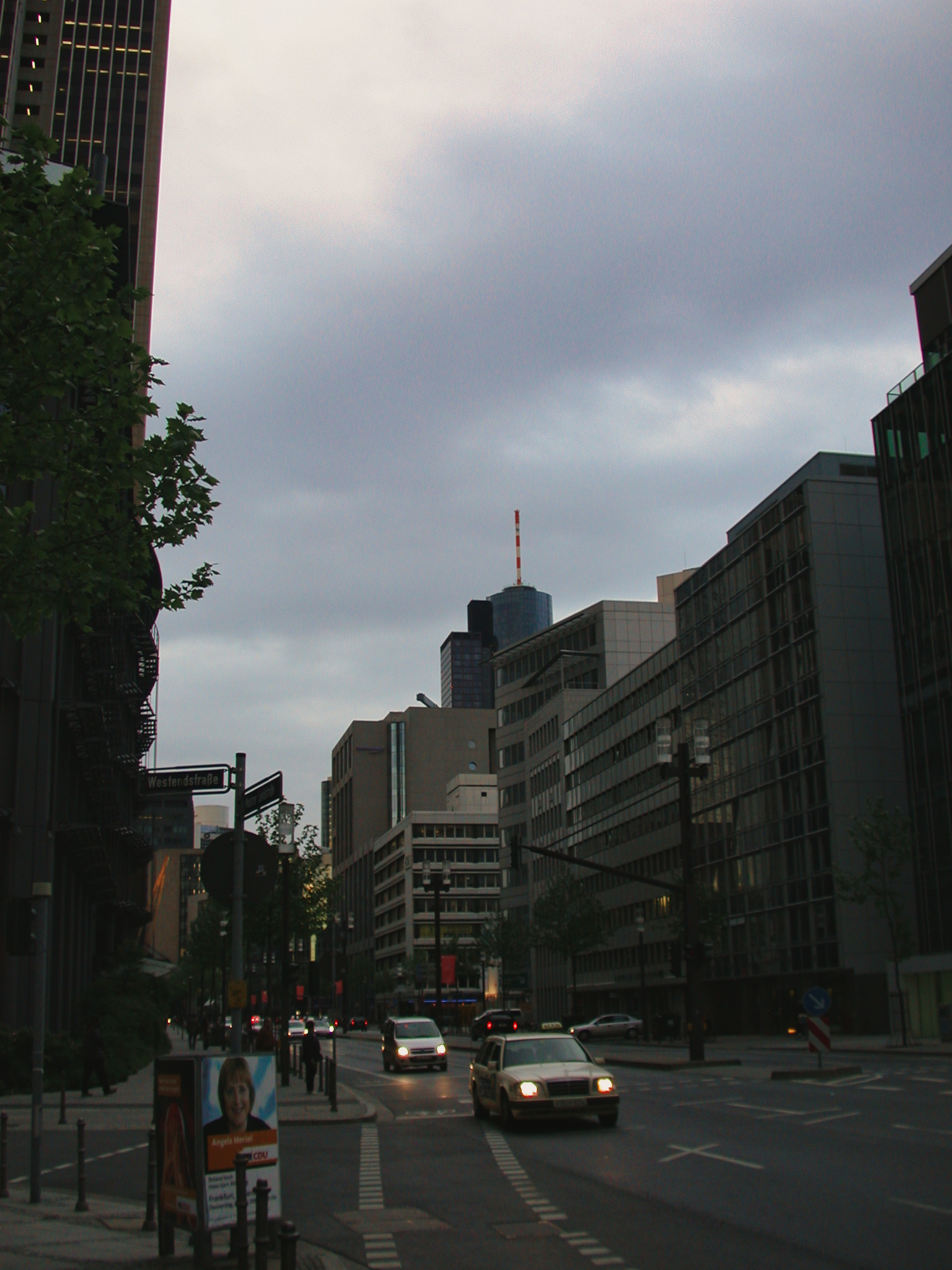
Mainzer Landstraße als Grenze zwischen Westend-Süd und Bahnhofsviertel

- Mainzer Landstraße, von der Taunusanlage bis zur Bolongarostraße

Die Mainzer Landstraße ist eine wichtige Verbindungsachse der westlichen Stadtteile mit der Innenstadt. Sie beginnt an der Taunusanlage, in der Nähe der Zentrale der Deutschen Bank, und setzt sich nach Westen (Richtung Mainz) über den Platz der Republik und die Galluswarte (wo sie einen leichten Rechtsknick macht und die S-Bahn unterquert) fort. Am Mönchhof zweigt von ihr die Schmidtstraße rechts ab und führt zum Rebstock und Westkreuz. Sie unterquert kurz darauf die A 5 und setzt durch Griesheim ihren Weg bis nach Nied fort, wo sie nach der Nieder Kirche (Kreuzung Alt Nied und Nieder Kirchweg) – kurz vor der Niddamündung, nachdem sie die Nidda überquert hat – an der Bolongarostraße in Frankfurt-Höchst endet. Die Mainzer Landstraße ist sehr lang, aber mit rund 8.300 Metern Länge doch nur die zweitlängste Straße der Stadt. Noch länger ist nur die Homburger Landstraße.
- Bockenheimer Landstraße, vom Opernplatz (Bockenheimer Tor) bis zur Bockenheimer Warte

- Eschersheimer Landstraße, vom Eschenheimer Tor bis Alt-Eschersheim

Wichtige Ausfallstraße in den Norden. Sie fängt am Eschenheimer Turm an und führt durch die Stadtteile Nordend, Westend, Dornbusch, Ginnheim nach Eschersheim. Die Straße wird fast durchgängig von den Stadtbahn-Linien U1, U2, U3 und U8 befahren (bis zur Miquelallee unterirdisch).
Bis zum Ende des 19. Jahrhunderts war die Eschersheimer nahezu unbebaut, die Bezeichnung als Landstraße war also gerechtfertigt. Mit der Eingemeindung der Stadtteile Ginnheim und Eckenheim entstand zwischen diesen beiden, entlang der Eschersheimer Landstraße die Dornbuschsiedlung. Am Weißen Stein zweigte bis in die 1960er die Heddernheimer Landstraße ab. Mit dem Bau der Maybachbrücke wurde dieser Abschnitt jedoch durch den Straßenzug Maybachbrücke/Dillenburger Straße ersetzt.
- Eckenheimer Landstraße, von der Eschenheimer Anlage bis zur Niederbornstraße

- Friedberger Landstraße, vom Friedberger Tor bis zur Stadtgrenze mit Bad Vilbel

- Hanauer Landstraße, vom Allerheiligentor bis zur Stadtgrenze Bischofsheim

Die Hanauer Landstraße, eine der längsten Straßen Frankfurts, beginnt im östlichen Teil der Innenstadt und führt dann als Teilstück der Bundesstraßen 8 und 40 durch die Stadtteile Ostend und Fechenheim in Richtung Maintal und Hanau. Sie war 1765 als Teil eines wichtigen Verkehrsweges zwischen den Städten Frankfurt und Hanau entlang des Mains ausgebaut worden. Die durchgehend vierspurig ausgebaute Straße ist heute vor allem für den Autoverkehr von Bedeutung, in der Mitte der Straße verläuft zudem eine Straßenbahnstrecke. Befinden sich im innerstädtischen Abschnitt noch viele Wohnhäuser, so ist sie im östlichen Teil durch die Gebäude von Industrie- und Gewerbebetrieben (u. a. Cassella-Farbwerke, Neckermann-Zentrale, Autohäuser, Baumärkte) geprägt.

## Weitere bekannte Straßen der Stadt

### Einkaufsstraßen und Sehenswürdigkeiten

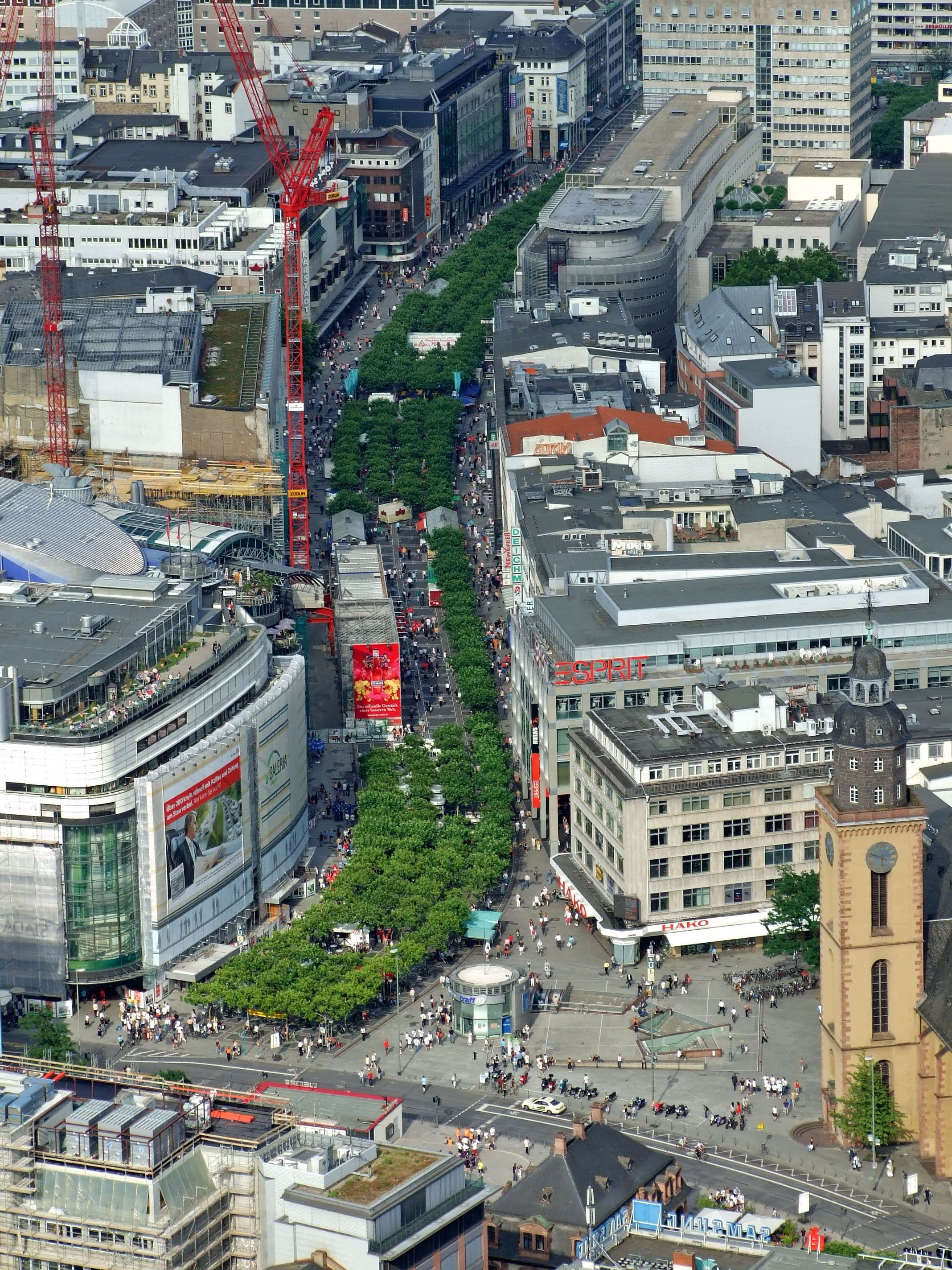
Zeil

- Berger Straße, Nordend-Ost, Bornheim

Eine der beliebtesten Einkaufsstraßen der Stadt. Der Anfang liegt in der Friedberger Anlage am chinesischen Garten des Bethmann-Parks. Sie durchquert die Stadtteile Nordend und Bornheim nach Nordosten. Im alten Ortskern Bornheims hat sie noch dörfliche Prägung. Durch den Bau der Bundesautobahn 661 wurde sie von ihrer Fortsetzung in Richtung Frankfurt-Bergen-Enkheim, der Wilhelmshöher Straße, abgeschnitten und endet für Autos als Sackgasse. Die U-Bahn-Linie U4 folgt der Berger Straße bis kurz vor deren Ende. Drei U-Bahnhöfe liegen unter der Straße.
- Braubachstraße, Altstadt

Im Jahr 1902 entstandener Straßendurchbruch vom Paulsplatz bis zur Fahrgasse. Der Name leitet sich von einem seit dem Mittelalter verlandeten Seitenarm des Mains ab, dessen Wasser zum Brauen genutzt wurde. Seit einigen Jahren versucht die Stadt die Straße als exklusive Einkaufsstraße zu etablieren. Die Braubachstraße ist Teil der so genannten Altstadtstrecke der Straßenbahn Frankfurt am Main und wird von den Linien 11 und 12 befahren.
- Bruchfeldstraße, Niederrad

In Ost-West-Richtung durch Niederrad verlaufende Durchgangs- und Einkaufsstraße, die Niederräder Hauptachse.
- Freßgass (eigentlich Kalbächer Gasse und Große Bockenheimer Straße), Innenstadt

Früher eine wichtige Durchgangsstraße vom Roßmarkt zum Bockenheimer Tor, wurde hier 1977 eine Fußgängerstraße eingerichtet, die nicht nur dem Einkaufen, sondern vor allem dem Essen und Trinken dient.
- Goethestraße, Innenstadt

Parallel zur Freßgass verlaufende Einkaufsstraße mit großem Angebot an hochwertigen Textilien und Schmuck.
- Große Eschenheimer Straße, Innenstadt

Verbindung von der Hauptwache zum Eschenheimer Tor. Hier standen das Palais Thurn und Taxis und die Frankfurter Zeitung, später das Rundschau-Haus.
- Großer Hirschgraben, Innenstadt

Bekannt vor allem durch das Goethe-Haus und das Frankfurter Volkstheater. Hier ist auch der Sitz des Freien Deutschen Hochstiftes und des Börsenvereins des Deutschen Buchhandels.
- Kaiserstraße, Bahnhofsviertel

1888 als repräsentativer Boulevard vom Stadtzentrum zum (damals) neuen Hauptbahnhof angelegt, später Synonym für den Rotlichtbezirk im Bahnhofsviertel, heute ein internationaler Mix aus Straßencafés, Pornokinos, Banken und ausländischen Vertretungen, eine der urbansten Straßen in Deutschland.
- Königsteiner Straße, Höchst, Unterliederbach

Die Hauptverkehrsachse und eine wichtige Einkaufsstraße der Stadtteile Unterliederbach und Höchst. Sie beginnt im Süden an der Bolongarostraße in der Nähe des Mainufers und verläuft dann zunächst ein Stück als Fußgängerzone durch Höchst. Dieser Abschnitt ist die wichtigste Einkaufsstraße im westlichen Stadtgebiet. Ab dem Dalbergplatz ist sie befahrbar und erstreckt sich dann nördlich durch Unterliederbach. Dort ist sie zum größten Teil eine Einbahnstraße. Jenseits der Autobahnunterführung der Bundesautobahn 66, kurz vor dem Main-Taunus-Zentrum, wird sie für einen kurzen Abschnitt zur Bundesstraße 8. Die Straße führt geradlinig und unter gleichem Namen weiter durch die Vororte Sulzbach und Bad Soden bis nach Königstein.
- Kornmarkt, Altstadt

Ehemalige Hauptstraße in der Altstadt, heute ein Teil der Einkaufscity südlich der Hauptwache.
- Liebfrauenstraße, Innenstadt

Fußgängerzone, verbindet die Hauptwache mit dem Liebfrauenberg. Die Fortsetzung in der Altstadt ist die Neue Kräme
- Leipziger Straße, Bockenheim

Bekannte und beliebte Einkaufsstraße in Frankfurt-Bockenheim. Sie beginnt in der Nähe des Campus der Universität an der Bockenheimer Warte und geht an der Ecke Basaltstraße in die schmale Friesengasse über, die den dörflichen Kern Bockenheims durchquert.
- Neue Kräme, Altstadt

Einst eine der drei Nord-Süd-Verbindungen der Altstadt, heute noch die wichtigste Verbindung von der Hauptwache zum Paulsplatz und zum Römerberg. Älteste Fußgängerzone Frankfurts (seit 1968).
- Oeder Weg, Nordend-West

Parallelstraße der Eschersheimer und Eckenheimer Landstraße, an der eine Vielzahl von Geschäften und vor allem Gastronomie liegen. Am unteren Ende der Straße, am Eschenheimer Tor, befindet sich ein großes Multiplex-Kino. Richtung Norden wird die Straße dann zu einer Wohnstraße mit vereinzelten kleinen Geschäften und durchgängiger gründerzeitlicher Bebauung. Kurz vor dem Alleenring geht sie in die Eckenheimer Landstraße über.
- Schillerstraße, Innenstadt

Parallel zur Großen Eschenheimer Straße verlaufende Einkaufsstraße, teilweise Fußgängerzone.
- Schweizer Straße, Sachsenhausen-Nord

Einkaufsstraße des gründerzeitlichen Sachsenhausens. Unter anderem Standort mehrerer Apfelwein-Kneipen. Am Schweizer Platz verfügt die Straße über einen Anschluss an das Netz der U-Bahn Frankfurt. Darüber hinaus wird die Schweizer Straße im südlichen Abschnitt von Straßenbahnen befahren.
- Steinweg

Einkaufsstraße und Fußgängerzone, verbindet die Hauptwache mit dem Goetheplatz.
- Töngesgasse, Altstadt

Südlich parallel zur Zeil verlaufende Einkaufsstraße.
- Zeil, Innenstadt

Frankfurts wichtigste Einkaufsstraße, eine der wichtigsten Einzelhandelsstandorte in Europa.

### Verbindungsstraßen
- Camberger Straße, Gallus, Gutleutviertel

Die Camberger Straße verbindet die Stadtteile Gallus und Gutleutviertel in Form einer Brücke über die Gleisanlagen vor dem Frankfurter Hauptbahnhof. Sie beginnt an der Mainzer Landstraße in Höhe der Galluswarte und endet auf der Gutleutstraße und stellt damit eine wichtige Verbindung der Stadtteile Gallus und Gutleutviertel dar, die durch das Bahnhofsvorfeld voneinander getrennt sind.

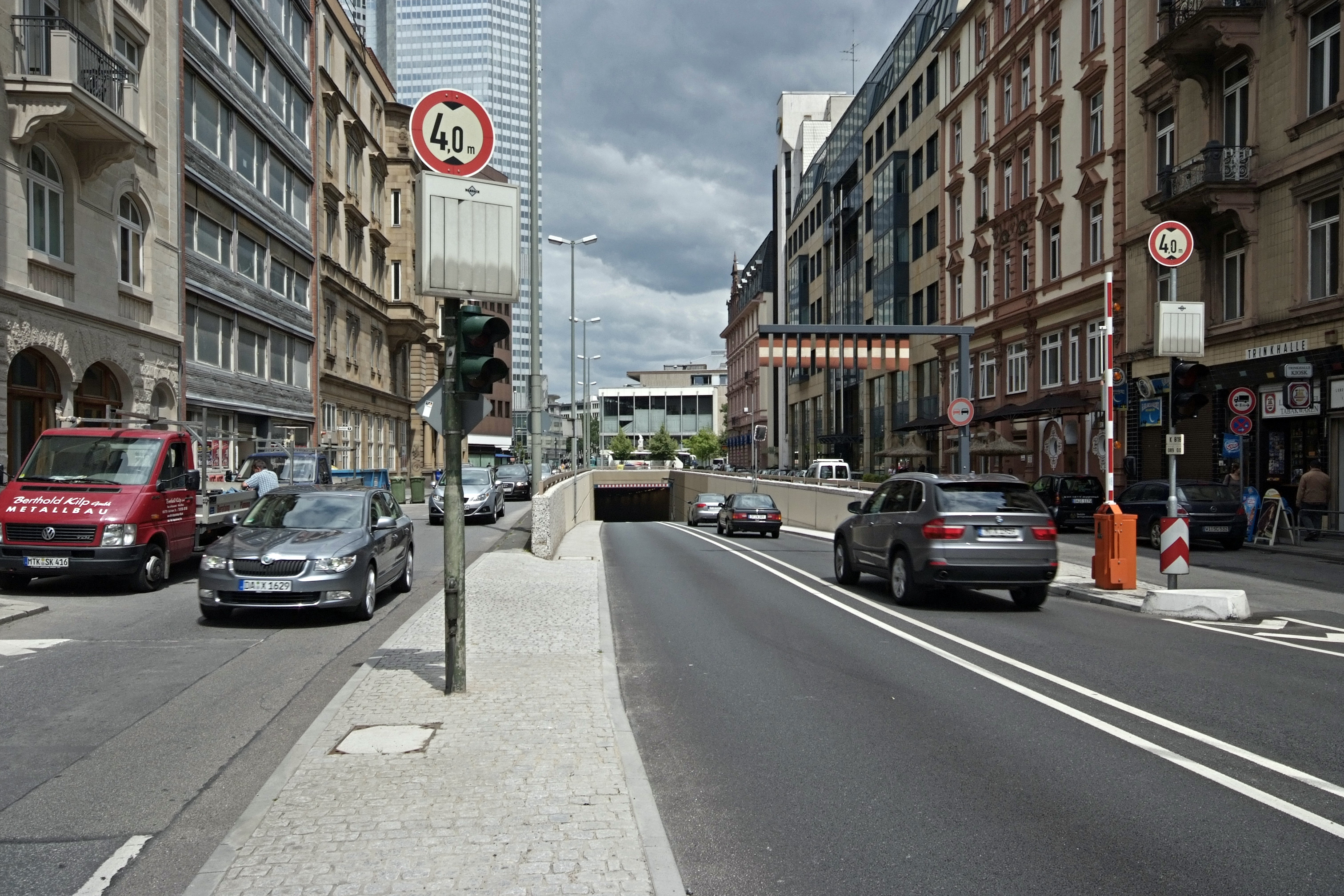
Rampe in den Theatertunnel in der Gutleutstraße

- Gutleutstraße/Theatertunnel, Gutleutviertel, Bahnhofsviertel, Innenstadt

Die Gutleutstraße beginnt im Gutleutviertel, südlich vom Gleisvorfeld des Frankfurter Hauptbahnhofs als Autobahnzubringer. Sie verläuft dann nach Osten am Empfangsgebäude des Hauptbahnhofs vorbei und mündet schließlich im Theatertunnel, der den Willy-Brandt-Platz mitsamt dem gleichnamigen U-Bahn-Kreuzungsbahnhof unterfährt und in die Berliner Straße mündet.
- Hoechster-Farben-Straße, (L 3006), Höchst, Sindlingen

Die Hoechster-Farben-Straße entstand in den 1950er Jahren als die Farbwerke Hoechst ihr Werksgelände mit Toren für die Öffentlichkeit sperrte. Damit entfiel ein wichtiges Teilstück der Mainzer Landstraße, das vom heutigen Tor Ost zum Tor West führte. Als Ersatz bot sich die Straße „an der chinesischen Mauer“, wie die Werksmauer ironisch genannt wurde, an. Sie wurde großzügig vierspurig ausgebaut. An den Enden in den Stadtteilen Höchst und Sindlingen entstanden jeweils große Kreisel, von denen heute nur noch der in Sindlingen existiert. Im Rahmen einer Sanierung wurde die Straße seit 2005 komplett erneuert. Die Inbetriebnahme des Leunakreisels in Höchst ist ebenfalls im Gespräch.
- Homburger Landstraße, Bornheim/Nordend-West, Eckenheim, Preungesheim, Frankfurter Berg, Bonames, Nieder-Eschbach

Die schmale, teils unscheinbare Straße zwischen Friedberger Warte und der nördlichen Stadtgrenze in Nieder-Eschbach ist mit 8.922 Metern die längste Straße Frankfurts – und damit noch rund 600 Meter länger als die Mainzer Landstraße.
- Ludwig-Landmann-Straße, (B 44, ehemals Hindenburgstraße), Bockenheim, Hausen, Rödelheim, Praunheim

- Rosa-Luxemburg-Straße (L 3004, ehemals Nordweststraße), Bockenheim, Ginnheim, Heddernheim (Nordweststadt), Niederursel (als Frankfurter Landstraße: Weißkirchen, Bommersheim, Oberursel)

- Vilbeler Landstraße, von der Mainkur Fechenheim bis zum Ortsausgang Frankfurt-Bergen-Enkheim, (Richtung Bad Vilbel und Büdingen)

- Wilhelmshöher Straße, Seckbach, Hauptstraße des Stadtteils, welche die Stadtteile Bornheim, Seckbach und Bergen-Enkheim verbindet.

- Praunheimer Landstraße, Praunheim/Hausen

Die Praunheimer Landstraße verbindet Hausen und Praunheim. Diese beginnt in Hausen an der Kleine(n) Nelkenstraße und endet an der Praunheimer Brücke/ehemaliger Straßenbahnwendekreisel

### Durchgangsstraßen

#### Altstadt/Innenstadt
- Berliner Straße, Altstadt

Nachdem im Zweiten Weltkrieg fast die komplette Frankfurter Altstadt, ein bemerkenswertes Ensemble mittelalterlicher Gebäude, zerbombt war, wurden die wenigen verbliebenen Denkmäler beräumt, um eine breite Hauptstraße durch die Altstadt legen zu können. Diese stellt heute eine Fortsetzung des Gutleuttunnels (s. u.) dar, der nach Westen zum Hauptbahnhof und zur A 5 führt. Das Ende der Berliner Straße liegt an der Kreuzung zur Fahrgasse, der mittelalterlichen Hauptverkehrsstraße, die parallel zu der ebenfalls nach dem Krieg neu angelegten Kurt-Schumacher-Straße verläuft, mit der die Stadtverwaltung die Reste des historischen Judengettos verschwinden ließ, nachdem ja auch keine Bewohner mehr da waren.

#### Gallus, Bahnhofs- und Gutleutviertel

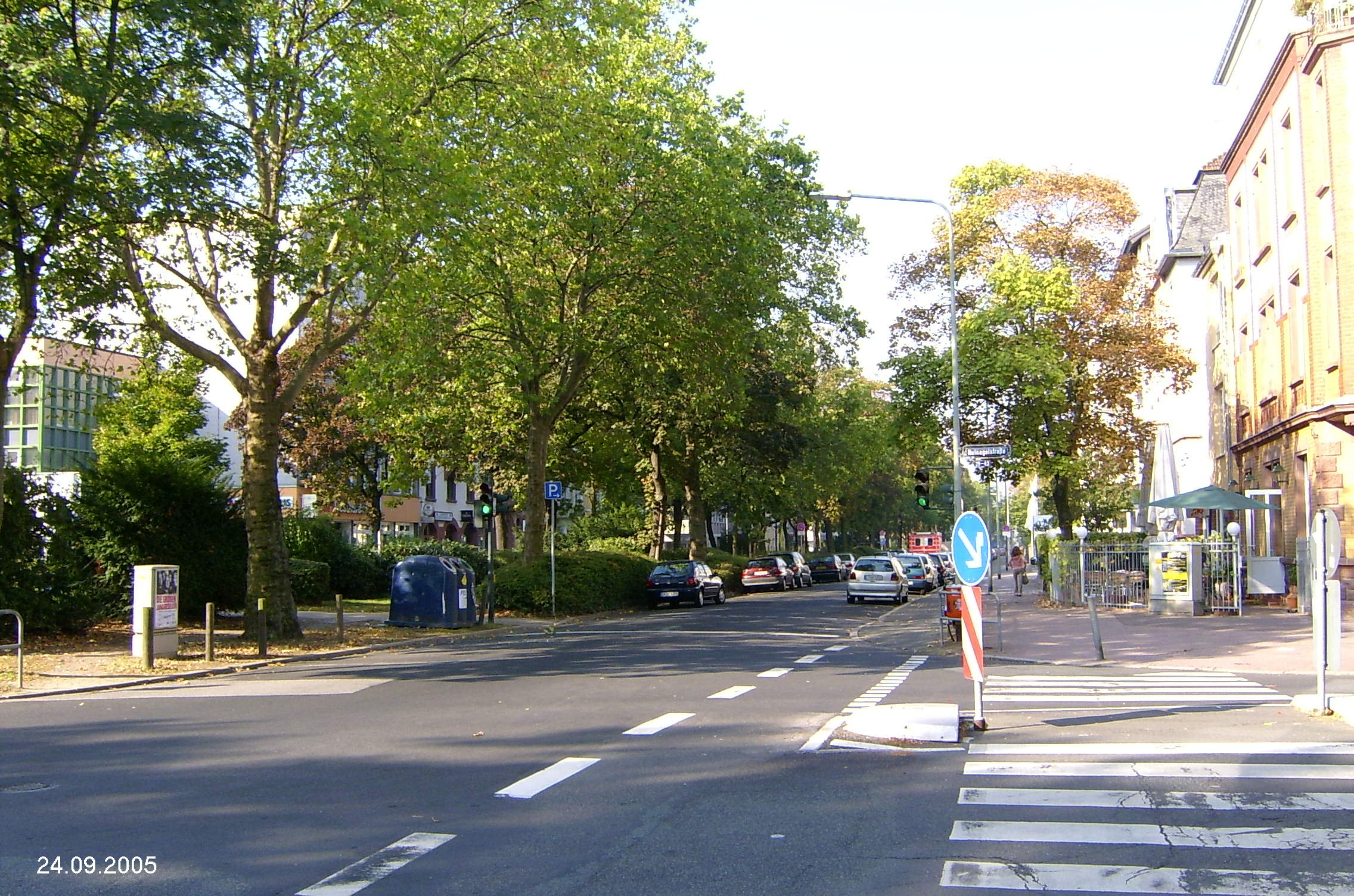
Frankenallee, Höhe Hufnagelstraße

- Frankenallee, Gallus

Ein Alleestraße mitten im Gallus. Sie beginnt am Güterplatz wird durch den Bahndamm an der Schlossborner Straße unterbrochen und endet an der Grenze zum Stadtteil Griesheim. Sie verläuft parallel zur Mainzer Landstraße. Jeden Freitag findet auf der Frankenallee der Wochenmarkt im Gallus statt.
- Münchener Straße, Bahnhofsviertel

Parallelstraße zur Kaiserstraße, früherer Name (bis etwa 1947) Kronprinzenstraße. Die Straße beginnt am Frankfurter Hauptbahnhof und durchquert das Bahnhofsviertel. Sie führt auf den Anlagenring und endet am Willy-Brandt-Platz. Als eine von wenigen innerstädtischen Straßen wird sie von Straßenbahnen befahren.
- Taunusstraße, Bahnhofsviertel

Straße im Rotlichtbezirk des Bahnhofsviertels, am östlichen Ende steht der Silberturm.

#### Ginnheim
- Platenstraße (Frankfurt am Main), Frankfurt-Ginnheim

Eine Durchgangsstraße durch die ehemalige Housing Area der US-Armee in Ginnheim zwischen Rosa-Luxemburg-Straße und Wilhelm-Eppstein-Straße

#### Bezirk Höchst

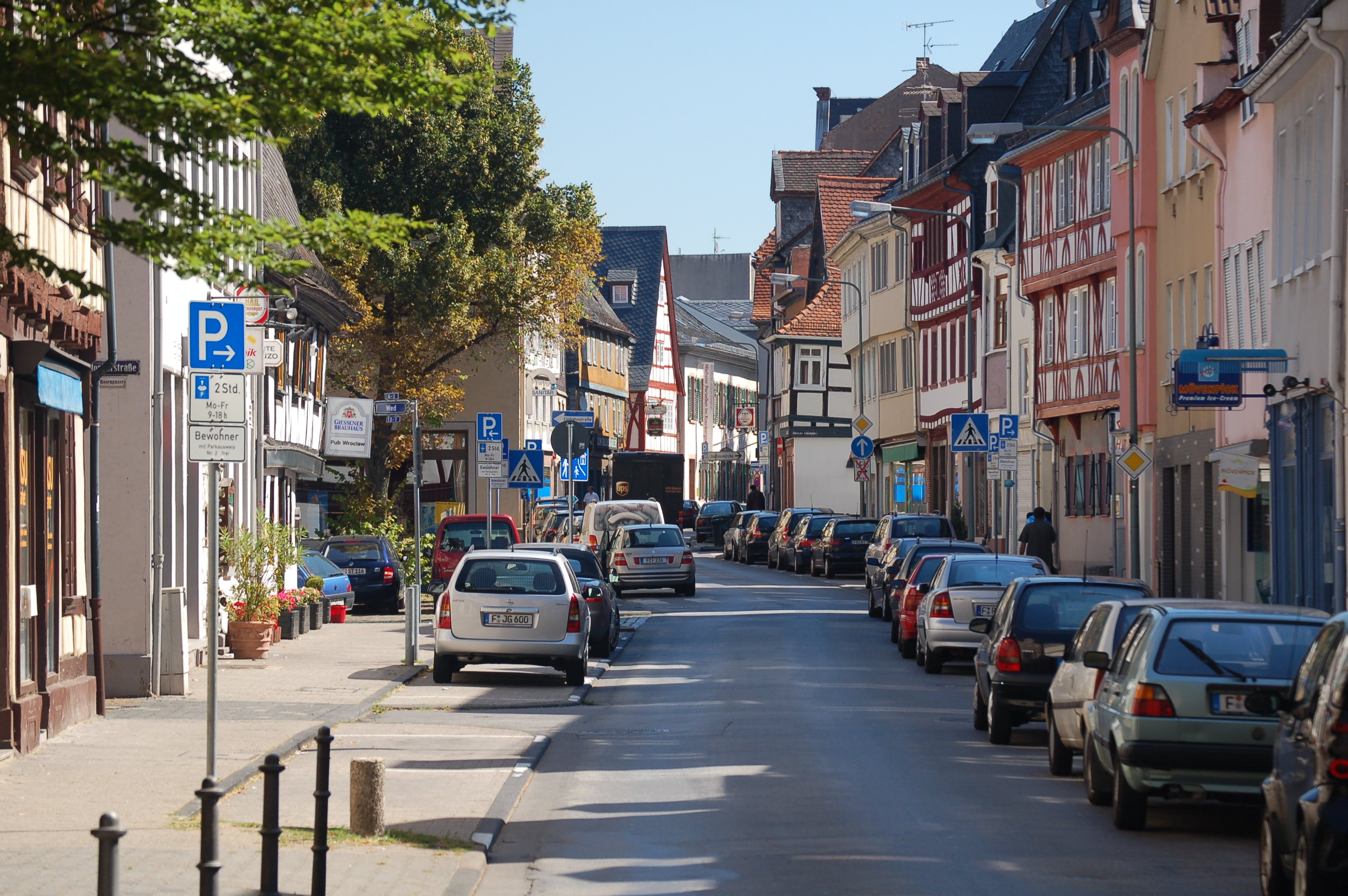
Bolongarostraße

- Bolongarostraße, Höchst, Nied

Neben der Königsteiner Straße (s. o.) die wichtigste Einkaufs- und Kleingewerbestraße des Stadtteils Höchst. Namensgeber ist die schweizerisch-italienische Handelsfamilie Bolongaro, die im 18. Jahrhundert in Höchst ein Handelskontor unterhielt und dort den Bolongaropalast errichten ließ.
- Hostatostraße, Höchst

Neben der Königsteiner Straße eine wichtige Einkaufs- und Hauptverkehrsstraße des Stadtteils.
- Sindlinger Bahnstraße, Sindlingen

Eine der Hauptstraßen von Sindlingen, die den Nordteil mit dem Südteil verbindet.

#### Heddernheim, Niederursel und Nordweststadt
- Heddernheimer Landstraße, Heddernheim

Die Heddernheimer Landstraße war bis in die 1960er Jahre die Hauptstraße von Heddernheim. Sie ist die Fortsetzung der Eschersheimer Landstraße und beginnt an der alten Brücke über die Nidda. Sie führte ursprünglich quer durch den Stadtteil nach Norden in den benachbarten Stadtteil Niederursel. 1911 entstand an der Heddernheimer Landstraße die Wohnsiedlung Wiesenau. Mit dem Bau der Nordweststraße verlor die sie ihre Bedeutung für den Durchgangsverkehr. Beim Bau der A-Strecke der Frankfurter U-Bahn (U 1) wurde sie 1967 in Höhe der heutigen U-Bahn-Station „Heddernheimer Landstraße“ für den Autoverkehr unterbrochen. Der Abschnitt nördlich der U-Bahntrasse heißt seitdem Niederurseler Landstraße. Den direkten Anschluss an die Eschersheimer Landstraße verlor die Heddernheimer Landstraße ebenfalls, als 1959 die neue Maybachbrücke gebaut wurde. Die Dillenburger Straße übernahm die Funktion der Heddernheimer (Verkehrs-)Hauptstraße.
- Gerhart-Hauptmann-Ring, Niederursel

Ringstraße im neuen Teil von Niederursel, diese trifft an beiden Enden auf den Praunheimer Weg.

#### Sachsenhausen
Die Darmstädter Landstraße ist eine in beide Richtungen mehrspurig ausgebaute Ein- und Ausfallstraße in Frankfurt am Main. Die rund 4,7 Kilometer lange, überwiegend schnurgerade Straße ist ein Abschnitt der Bundesstraße 3. Sie durchquert in nord-südlicher Richtung einen Teil des südmainischen Stadtteils Sachsenhausen sowie den Frankfurter Stadtwald und geht an der Stadtgrenze zu Neu-Isenburg in die dortige Frankfurter Straße über.

#### Seckbach
- Wilhelmshöher Straße, Seckbach, Hauptstraße, die nahezu den gesamten Stadtteil durchquert.

## Plätze

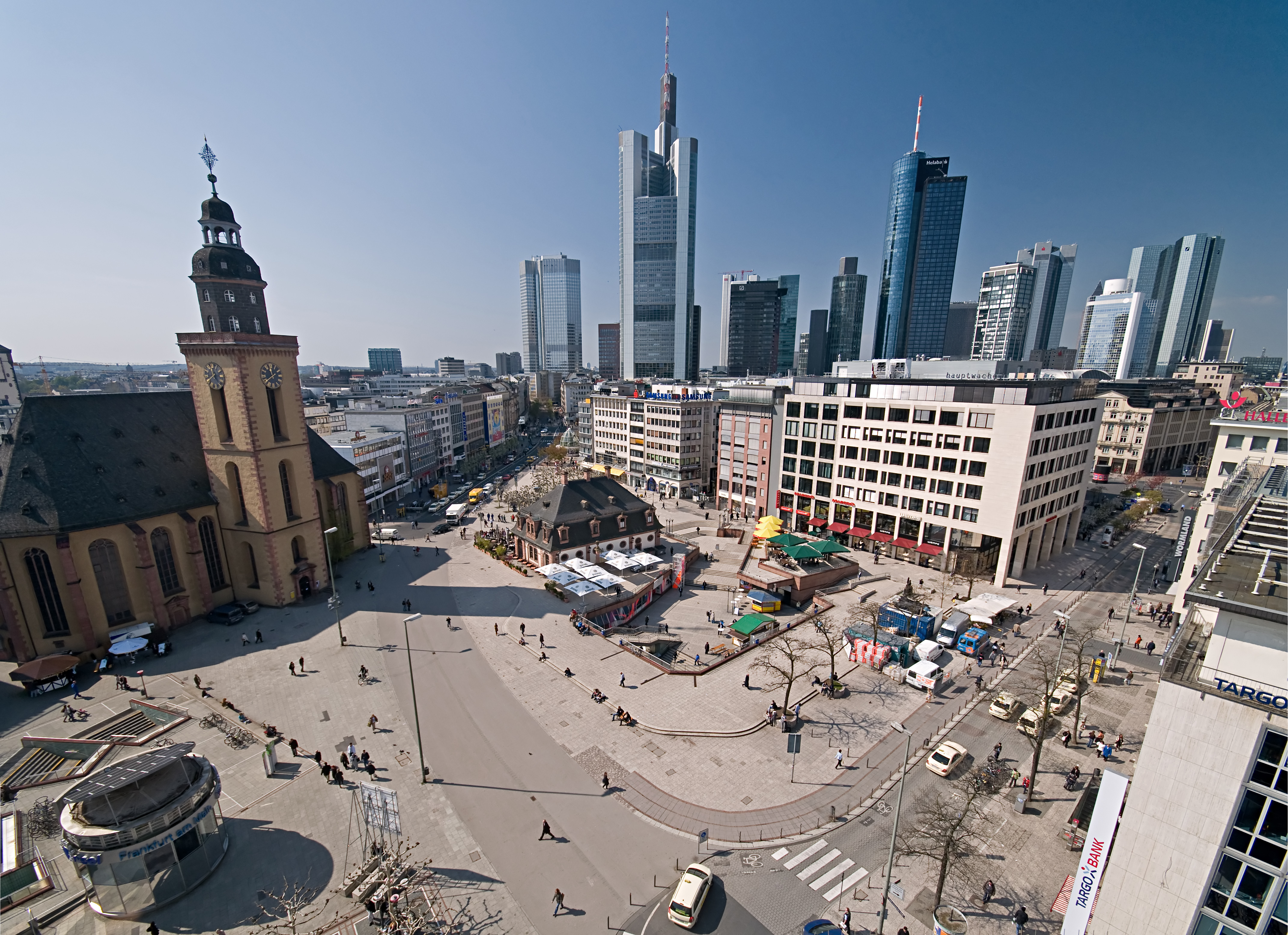
Hauptwache

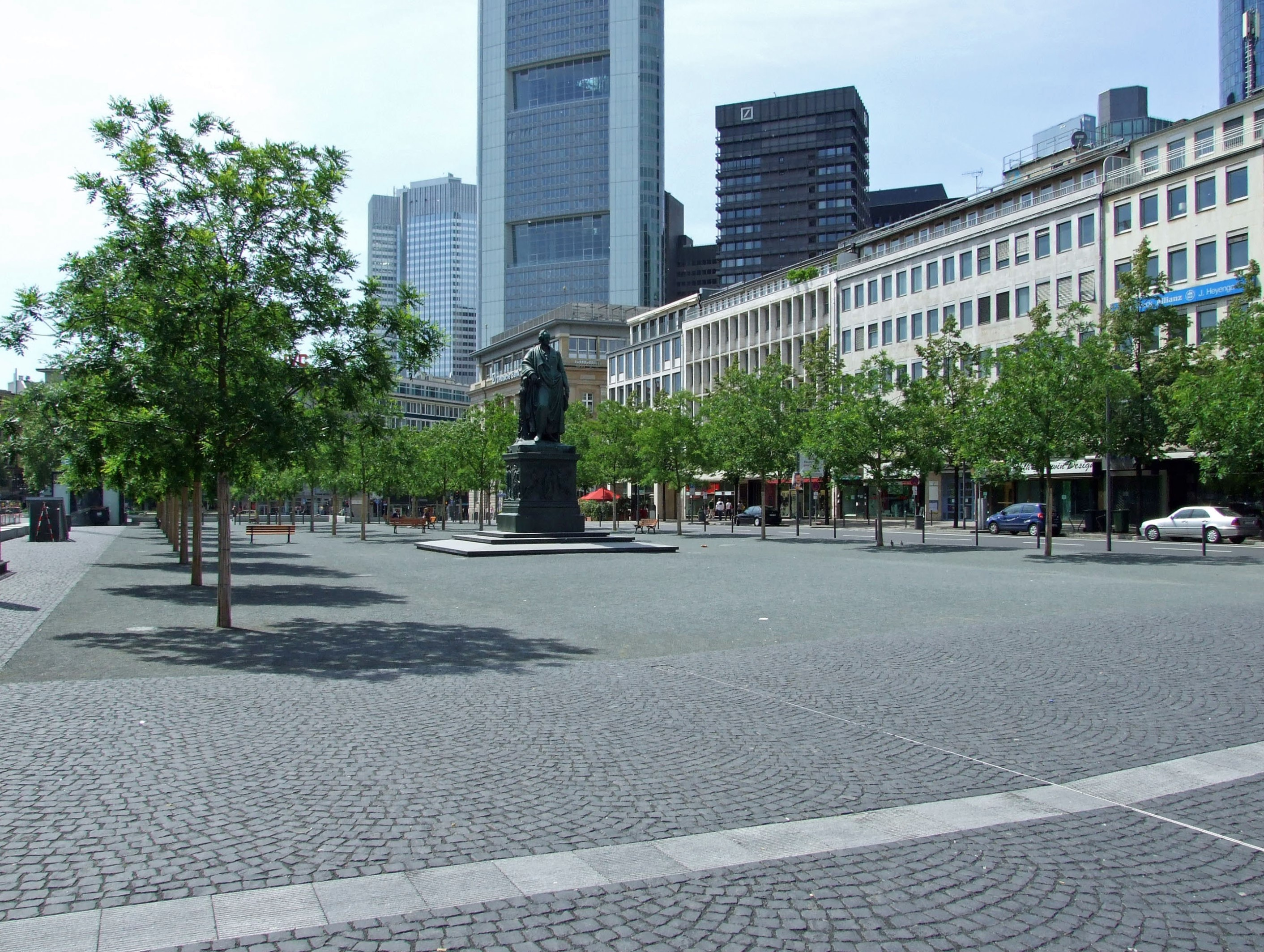
Goetheplatz

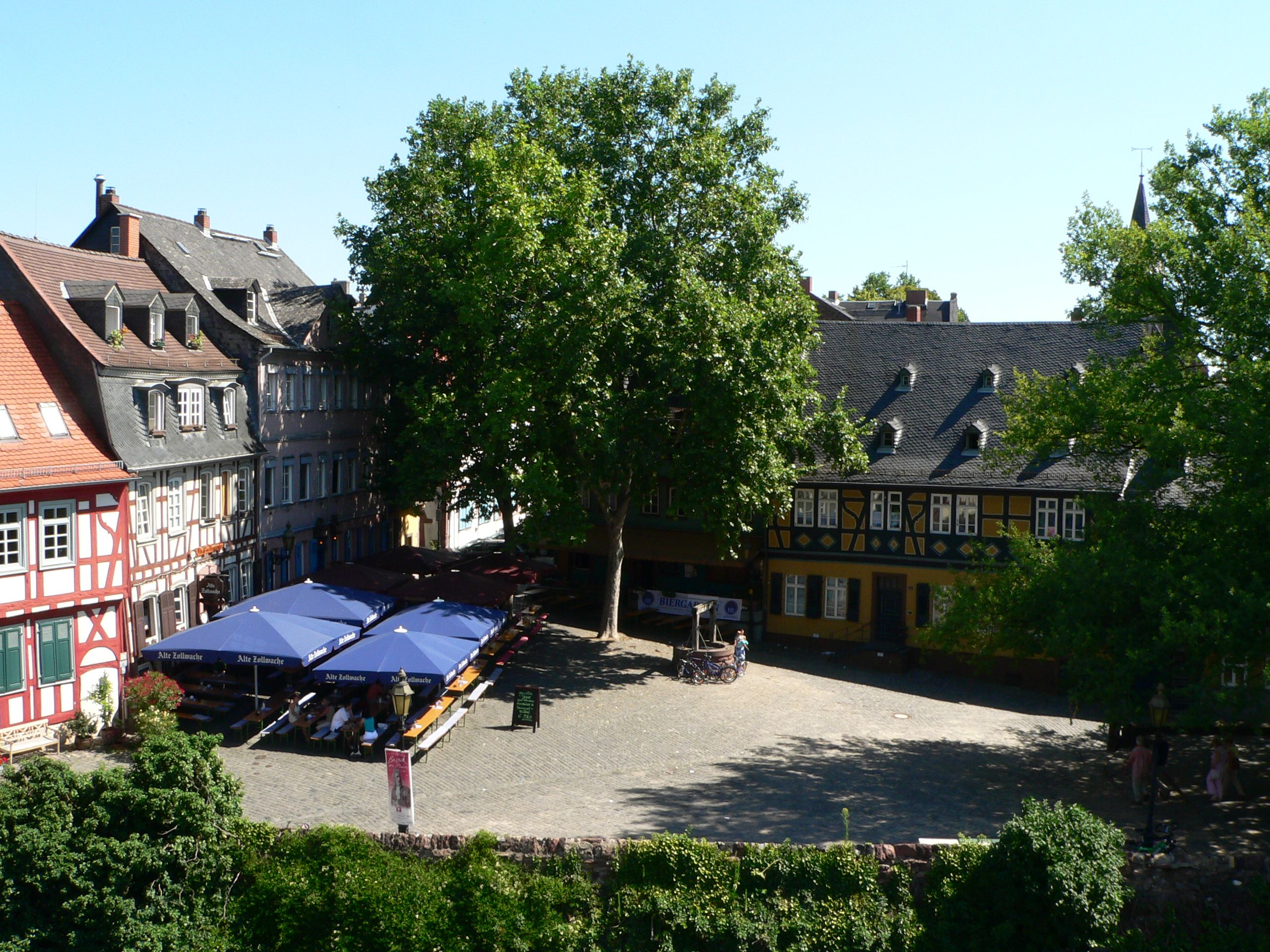
Höchster Schloßplatz

Neben wichtigen Verkehrsadern, Einkaufsstraßen und Boulevards gibt es in Frankfurt am Main eine Reihe bekannter Stadtplätze.
- Allerheiligentor, Innenstadt

Das ehemals wichtigste östliche Stadttor ist der Ausgangspunkt der Hanauer Landstraße und Synonym für den zweitgrößten Rotlichtbezirk der Stadt.
- An der Hauptwache, Innenstadt

Die Hauptwache ist der Mittelpunkt der Stadt und neben dem Hauptbahnhof der wichtigste Verkehrsknoten.
- Baseler Platz, Gutleutviertel

Der Baseler Platz liegt am Schnittpunkt der B 44 (Baseler Straße / Alleenring) und dem Autobahnzubringer Gutleutstraße und ist dementsprechend stark befahren. Nach den letzten Umgestaltungen befindet sich nun ein großer Ovalbau an der Ostseite.
- Bockenheimer Warte, Bockenheim

Die Bockenheimer Warte wird vor allem mit der Goethe-Universität assoziiert, die hier ihren traditionellen Standort hat.
- Börsenplatz, Innenstadt

Vorplatz der Frankfurter Wertpapierbörse an der Schillerstraße. Hier steht die aus dem Fernsehen bekannte Skulptur von Bulle und Bär.
- Danziger Platz, Ostend

Der Platz vor dem Empfangsgebäude des Ostbahnhofs bildet das südöstliche Ende des Frankfurter Alleenrings. Nachdem die Straßenbahn Anfang der 1990er entfernt und die Verkehrsführung geändert wurde, verfiel der Platz zunehmend. 1999 wurde der U-Bahnhof „Ostbahnhof“ mit Zugangsbauwerken zum Danziger Platz errichtet.
- Eschenheimer Tor, Innenstadt

Bekannter Platz der nördlichen Innenstadt mit U-Bahnanschluss und dem Eschenheimer Turm als Mittelpunkt.
- Friedberger Tor, Innenstadt

Ehemaliges Stadttor, heute ein wenig ansehnlicher Verkehrsknoten in den Wallanlagen. Die Friedberger Landstraße beginnt hier.
- Galluswarte, Gallus

Der ehemalige Wartturm an der Mainzer Landstraße ist der verkehrliche Mittelpunkt in Gallus.
- Goetheplatz, Innenstadt Goetheplatz

Zentral gelegener Stadtplatz und Standort des Goethedenkmales. Er geht nach Norden in den Rathenauplatz, nach Süden in den Roßmarkt über. Westlich vom Goetheplatz beginnt die Goethestraße, die teuerste Einkaufsstraße der Stadt. An der Ostseite ist er durch den Steinweg mit dem Platz An der Hauptwache verbunden.
- Gustavsburgplatz, im Gallusviertel mit der Skulptur „Living Stone“.

- Höchster Markt

Platz am Rand der Höchster Altstadt, auf dem seit 1923 an drei Tagen in der Woche der seit 1356 überlieferte Höchster Wochenmarkt stattfindet.
- Höchster Schloßplatz

Der nach Ansicht vieler Frankfurter schönste Platz der Stadt liegt in der Höchster Altstadt, zwischen dem Höchster Schloß  und dem Maintor.
- Kaiserplatz, Innenstadt

Sternförmiger Gründerzeitplatz mit bekannten Bauwerken, wie dem Commerzbank Tower, dem Hotel Frankfurter Hof und dem Juniorhaus.
- Konstablerwache, Innenstadt

Einer der zentralen Schnellbahnknoten der City und Teil der Fußgängerzone Zeil. Die Platzgestaltung gilt als verbesserungswürdig.
- Liebfrauenberg, Altstadt

Zentraler Platz der nördlichen Altstadt. Bekannte Bauwerke sind die Liebfrauenkirche, das Haus zum Paradies und die Kleinmarkthalle. Wichtige einmündende Straßen sind die Liebfrauenstraße, die Töngesgasse und die Neue Kräme.
- Opernplatz, Innenstadt

Das ehemalige Bockenheimer Tor ist heute mit Opernhaus und Lucae-Brunnen einer der schönsten Plätze Frankfurts.
- Parlamentsplatz, Ostend

- Paul-Arnsberg-Platz, Ostend

Der 2005 eröffnete Platz liegt als Dreieck zwischen Martin-Elsaesser-Weg im Westen, Rückertstraße im Osten und Ostendstraße im Norden.
- Paulsplatz, Altstadt

Der Platz zwischen Paulskirche und Neuer Kräme erhielt seine heutige Ausdehnung erst durch die Zerstörungen des Bombenkriegs. Der Platz ist ein beliebter Standort für Straßencafés.
- Rathenauplatz, Innenstadt

Ein zentraler Innenstadtplatz zwischen den Fußgängerstraßen Zeil, Freßgass und Schillerstraße. Er geht im Süden in den Goetheplatz über.
- Römerberg, Altstadt

Der bekannteste Platz Frankfurts, die „Gute Stube“ der Stadt, ist Mittelpunkt der Altstadt und Ort zahlreicher Veranstaltungen.
- Roßmarkt, Innenstadt

Das Bindeglied zwischen Hauptwache und Kaiserstraße wirkt eher wie ein kurzer, breiter Boulevard als ein Platz.
- Schweizer Platz, Sachsenhausen-Nord

Gründerzeitlicher, sternförmiger Platz auf der Schweizer Straße, dem Boulevard Sachsenhausens.
- Willy-Brandt-Platz, Innenstadt

Der Platz liegt am ehemaligen Gallustor in der Untermainanlage. Bis 1992 hieß der Platz Theaterplatz, denn auf der südlichen Seite befindet sich das Opern- und Schauspielhaus der Städtischen Bühnen. Heute ist der Platz vom Hochhaus der Europäischen Zentralbank geprägt, das in den siebziger Jahren von der Bank für Gemeinwirtschaft errichtet wurde. Die repräsentative Grünanlage mit der Euro-Skulptur ist eine der gepflegtesten in der Stadt. 2005 wurde der Platz umgestaltet sowie die Straßenbahn-Haltestellen modernisiert. Im Zuge des Umzugs der EZB ins Ostend wird die Euro-Skulptur jedoch abgebaut.